# Scott Gaudi
 (mai 2025).
Bernard Scott Gaudi (né le 19 février 1974) est un astronome américain. Il est titulaire de la chaire Thomas Jefferson pour la découverte et l'exploration spatiale, professeur d’astronomie, et responsable des études de premier cycle au département d’astronomie de l’Université d’État de l’Ohio. Il a été président du NASA Exoplanet Exploration Program Analysis Group (2012–2014) ainsi que du NASA Astrophysics Advisory Committee (2012–2014). En 2018, Gaudi a été co-président de l'étude de l'Académie nationale des sciences Exoplanet Science Strategy.

## Contexte
Gaudi a grandi dans une petite ville rurale de l'Illinois. Il a terminé ses études secondaires à l'Illinois Mathematics and Science Academy (en), ses études de premier cycle à la Michigan State University, et son doctorat à l'Ohio State University.
Gaudi est membre du corps professoral du département d'astronomie de l'Ohio State University depuis 2006. Il a auparavant été boursier Menzel à l'Harvard College Observatory à Cambridge, Massachusetts, et boursier Hubble Fellow à l'Institute for Advanced Study à Princeton, New Jersey.
Gaudi est homosexuel. Il a déclaré espérer apporter une représentation en astronomie, et il se concentre sur l'engagement des jeunes LGBTQ et affectés par le VIH dans l'astronomie,.

## Recherche académique
Gaudi est un leader dans la découverte et la caractérisation statistique des planètes extrasolaires en utilisant diverses méthodes, notamment les transits et la microlentille gravitationnelle. En 2008, lui et ses collaborateurs ont annoncé la découverte du premier analogue Jupiter/Saturne par microlentille. En 2017, il a co-dirigé la collaboration de l'enquête Kilodegree Extremely Little Telescope et annoncé la découverte de KELT-9 b, la planète géante gazeuse la plus chaude jamais découverte en transit.
La première grande apparition médiatique de Gaudi a eu lieu dans Discover, lorsque le magazine l'a nommé parmi les « 20 jeunes scientifiques à suivre dans les 20 prochaines années ». Gaudi a contribué à la découverte de plus de cinquante planètes par plusieurs techniques, ce qui lui a valu une couverture médiatique dans le New York Times, Washington Post, New Scientist, Sky & Telescope, Astronomy et Wired, entre autres.